# Русь православная и самодержавная
«Русь православная и самодержавная» — еженедельная общественно-политическая и литературная газета.

## История
Издавалась с июня 1905 г. по сентябрь 1916 г. в г. Казани (в типографиях императорского Казанского университета, И. С. Перова и др.). Выходила со значительными перерывами: с июня по октябрь 1905 г. — 20 номеров (последний — 14 октября 1905 г.), затем по причине забастовок печатников и отказов в исполнении заказов со стороны владельцев местных типографий выпуск прекратился. В 1907 г. он вновь возобновился, затем — в сентябре 1915 г. — из-за трудностей военного времени был снова приостановлен. Редактор-издатель — казначей и типограф императорского Казанского университета, председатель комитета «Казанского общества трезвости» и совета казанского отдела «Русского собрания» А. Т. Соловьёв.

## Содержание и авторы
Придерживалась консервативно-черносотенной направленности, пропагандировала правомонархические и трезвеннические взгляды, активно выступала против революции и либеральных реформ. Позиционировалась одновременно как печатный орган казанского отдела Русского собрания и Казанского общества трезвости. Распространялась в качестве приложения к журналу «Деятель» (в 1905 году рассылалась его подписчикам бесплатно, затем — по подписке). Постоянных рубрик и авторов не имела. Большинство материалов представляло собой перепечатки из столичных и провинциальных правомонархических («Земщина», «Мирный труд», «Московские ведомости», «Русское знамя» и др.) и трезвеннических изданий.
В газете публиковались манифесты, рескрипты, речи императора Николая II, обращения главного совета Союза русского народа и его председателя Александра Дубровина, воззвания в связи с выборами в Государственную думу, речи правых депутатов, статьи о борьбе с пьянством, табакокурением и хулиганством, протоколы собраний, объявления и репортажи о заседаниях, съездах и акциях правомонархических и трезвеннических организаций, о собраниях выборщиков, различных изданиях, информация благотворительного характера, сводки новостей, доклады, циркуляры, всеподданнейшие адреса, письма в редакцию, стихи патриотического содержания.
Большое внимание уделялось публикациям обращений к пастве и воззваний в связи с различными событиями религиозной и общественной жизни церковных иерархов и известных православных деятелей, в том числе протоиерея Иоанна Кронштадтского, епископов Андрея, Антония, Никона и других. Значительное место занимали материалы по школьному, национальному и религиозному вопросам, в том числе — направленные против «еврейского засилья», «раскольников» (старообрядцев), «панисламистской пропаганды» и «магометанских союзов».